# タワーフ

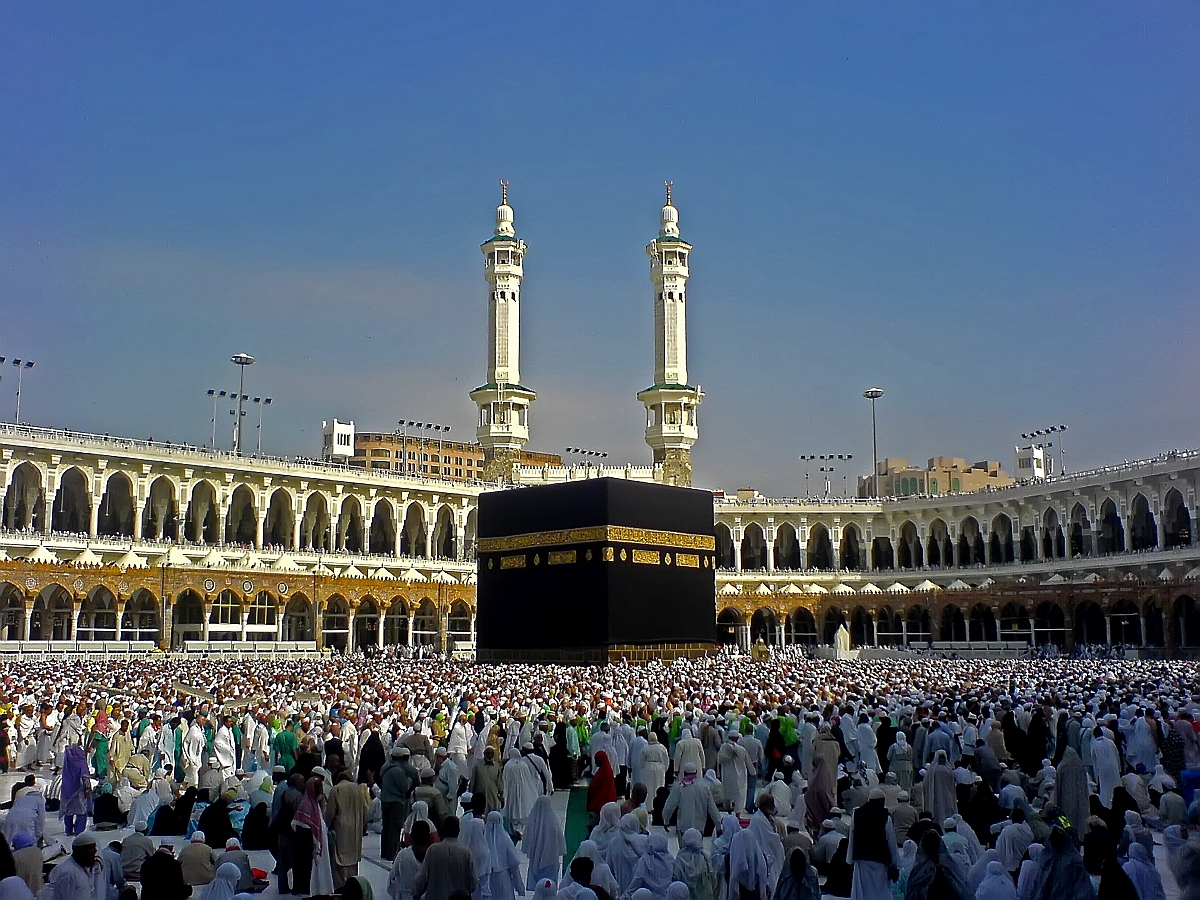
カアバを一周する群衆

タワーフ（アラビア語: طواف, DIN方式転写: ṭawāf）は、イスラーム教における巡礼の際に行う儀式の一つであり、ハッジまたはウムラの際にイスラーム教最大の聖地であるカアバ神殿の周りを反時計方向に7周回ることを指す。最初の3周は群集の外側を急ぎ足で回り、続く4周はカアバ神殿に近づいてゆっくりと回る。カアバ神殿の周囲を大勢の信徒が整然と回ることは、唯一神を崇拝する信徒の団結を象徴するものとされている。 

## 儀式の詳細

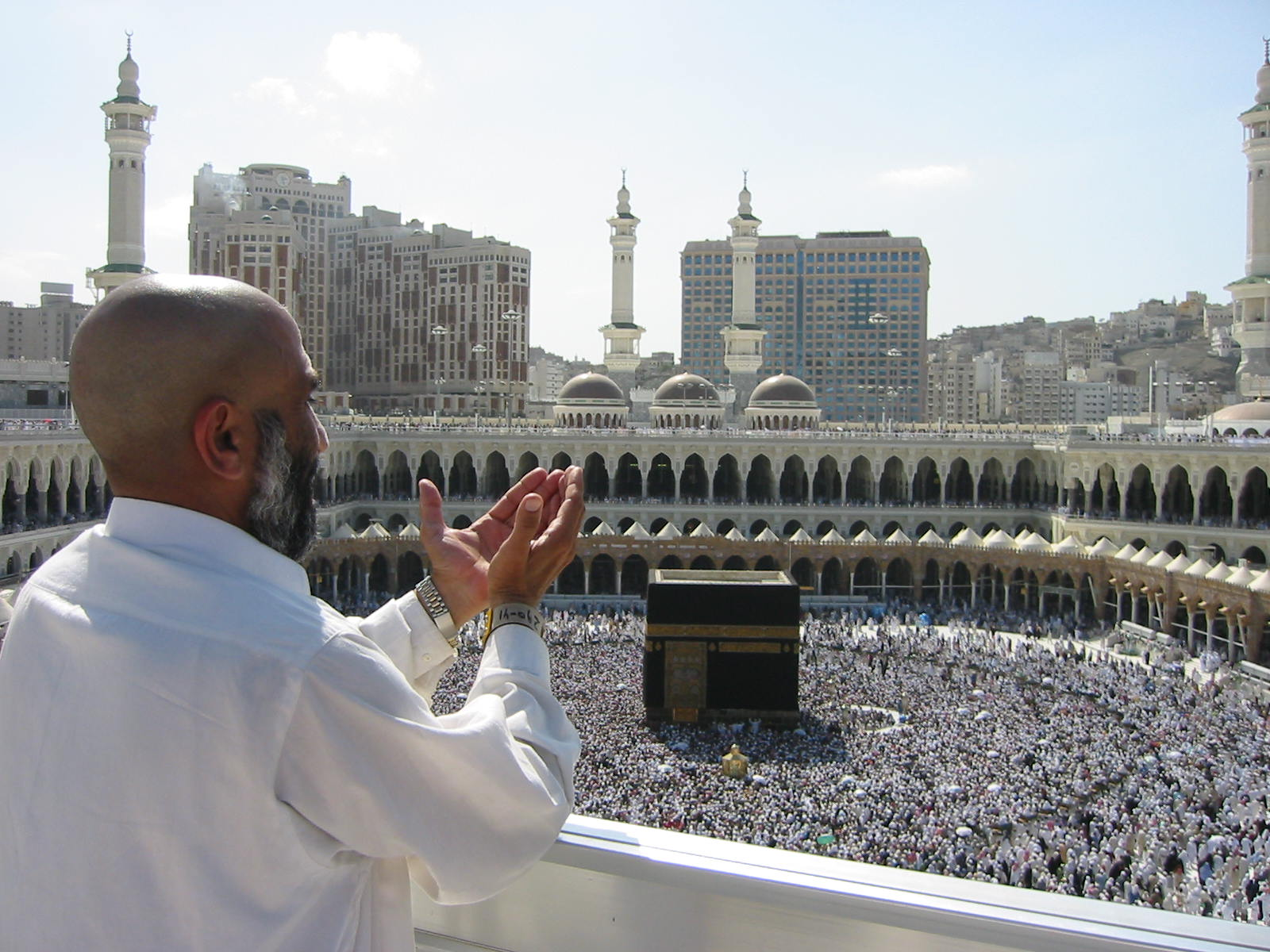
巡礼者があまりに多数になると、儀式が困難になることもある。

群集の円は、カアバ神殿の一角に嵌め込まれた黒石 (al-Ḥajar al-'Aswad) から始まる。可能であれば黒石に接吻するか手で触れるべきであるとされるが、群集があまりにも多く実際にはそこまで近寄れないので、周りを回る際に手を黒石の方向にかざせばよいとされる。また、回るたびにタクビールを行う。 
男性は最初の3周を急ぎ足で回り、続く4周はゆっくりとしたペースで回ることが推奨されている。 
回り終えた信徒はアブラハムの御立ち処に行き、2ラカートの祈りを捧げる。その後、聖なるザムザムの泉の水を飲み、次の儀式であるサアイーに進む。 
ムスリムは、ハッジの儀式として1回、メッカを去るにあたっての最後の儀式として1回、少なくとも計2回のタワーフを行うべきであるとされる。

## 種類
タワーフにはいくつかの種類がある。 
- タワーフ・アル＝クドゥーム (Ṭawāf al-Qudūm) - メッカ在住でない者がメッカに到着した際に行うもの。
- タワーフ・アッ＝タヒーヤ (Ṭawāf aṭ-Ṭaḥīyah) - マスジド・ハラームに入った時に行うもの。
- タワーフ・アル＝ウムラ (Ṭawāf al-Umrah) - ウムラの際に行うもの。
- タワーフ・アル＝ワダー (Ṭawāf al-Wadā') - メッカを起つ際に行うもの。
- タワーフ・アッ＝ジヤーラ (Ṭawāf az-Ziyyārah)、タワーフ・アル＝イファーダ (Ṭawāf al-Ifāḍah)、タワーフ・アル＝ハッジ (Ṭawāf al-Ḥajj) - それぞれジャマラートの投石の後、生け贄を捧げた後、剃髪または断髪 (ハルクまたはタクジール) を行った後に行うもの。

## 歴史

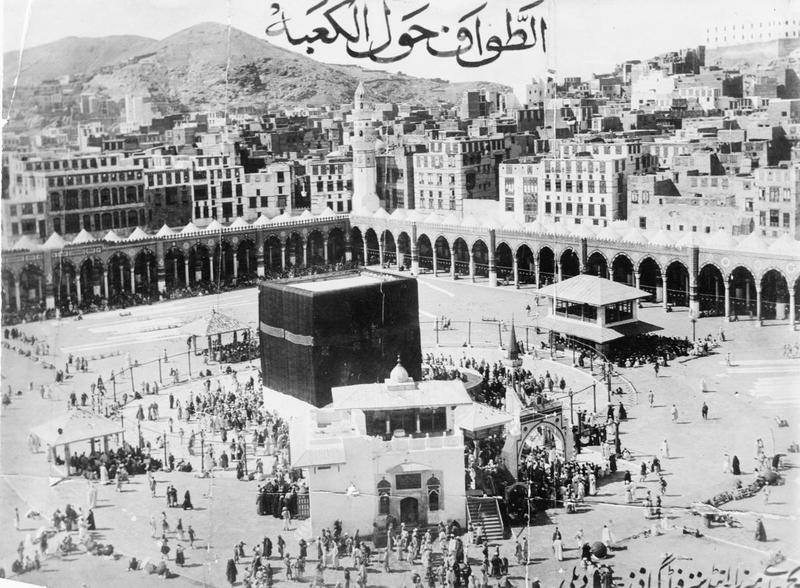
カァバをまわるタワーフ。アラビアのロレンスに随伴した写真家が1907年に撮影。

洋の東西、宗教のいかんを問わず、神像や聖石、祭壇の周りを周回する儀礼は昔から存在した。『イスラーム百科事典』で20世紀前半の東洋学者ブールがピックアップした例でいうと、ヘブライ語聖書の『詩篇』には神への奉献行為の一つとして「祭壇をめぐる」ことが挙げられている（Psalm 26:6）。この時代のユダヤ教徒は、イスラエルの第二神殿にあった祭壇の周りを、平日に1回、安息日に7回まわった。
イムルル・カイスの詩（ムアッラカート）の中には、長い衣を引きずって歩く乙女らが野牛とともに祭壇の回りをめぐるさまを比喩として使用しているものがあり、イスラーム教徒が「ジャーヒリーヤ（無明）｣と呼ぶイスラーム生誕前夜のアラブ社会にも周回儀礼は存在した。イスラームは、こうした先イスラーム時代のアラブの習俗を、ある程度取り入れていると推定されている。
イブン・ヒシャームやタバリーによると、ムハンマドはヒジュラ暦8年（西暦630年）にメッカの多神教徒軍との戦いに勝ち、メッカに入市する。このとき彼はラクダに乗ってカァバを周回し、曲がった杖でルクン（カァバの東隅のことで、現在は黒石が据えられている）に触れたという。ただし、これは、イブン・ヒシャームによると例外的な行為であった。ムハンマドはその後のいわゆる「別離の巡礼｣の際に周回儀礼の模範を示した。このとき示された規範的な周回儀礼が、1.ルクンを起点に反時計回りに所定の速さで7回まわる、2.黒石に対して taqbīl や istilām する、という要素を含む、上で紹介したような儀礼であったとされている。
タワーフに関して、イスラームがどの程度、先イスラーム時代のアラブの習俗を取り入れているかは議論の余地がある。19世紀の学者ヴェルハウゼンは「かつては小巡礼の際にのみ実践されていたタワーフを、ムハンマドが大巡礼の際にも実践するという改革を行った」という仮説を立てたが、反論が多い。クルアーンの章句、具体的には7章31節に、カァバをまわり、祈る際には衣服を着用するように命じる言葉がある。14世紀の解釈学者、イブン・カスィールはこの部分を、ジャーヒリーヤ時代のタワーフが全裸で行われる場合もあったが、これを禁止するものと指摘した。全裸タワーフの禁止はイスラーム化後の新機軸である。